# Assamstadt
Assamstadt település Németországban, azon belül Baden-Württembergben. Lakosainak száma 2242 fő (2023. december 31.). Assamstadt Dörzbach, Krautheim, Boxberg és Bad Mergentheim községekkel határos.

## Népesség
A település népessége az elmúlt években az alábbi módon változott:
| Lakosok száma | 1496 | 1548 | 1598 | 1561 | 1705 | 2067 | 2109 | 2087 | 2147 | 2242 |
|               | 1961 | 1968 | 1974 | 1981 | 1987 | 1994 | 2000 | 2007 | 2013 | 2023 |